# .ca
.ca — в Інтернеті, національний домен верхнього рівня (ccTLD) для Канади.

## Домени 2-го та 3-го рівнів
В цьому національному домені нараховується близько 249,000,000 вебсторінок (станом на лютий 2009 року).
У наш час використовуються та приймають реєстрації доменів 3-го рівня такі доменні суфікси (відповідно, існують такі домени 2-го рівня):
| Суфікс   | Регламентовані користувачі                                            |
| .ac.ca   | Наукові та дослідницькі установи, коледжі, університети або інститути |
| .co.ca   | Комерційні установи, корпорації                                       |
| .info.ca | Вебмайданчики інформаційного змісту                                   |
| .it.ca   | Міжнародні організації                                                |
| .web.ca  | Вебмайданчики                                                         |